# Smardzew (Mazovie)
Pour les articles homonymes, voir Smardzew.
Smardzew (prononciation : [ˈsmard͡zɛf]) est un village polonais de la gmina de Radzanów dans le powiat de Białobrzegi de la voïvodie de Mazovie dans le centre-est de la Pologne.
Il se situe à environ 7 kilomètres au nord-est de Radzanów (siège de la gmina), 7 kilomètres au sud-ouest de Białobrzegi (siège du powiat) et à 69 kilomètres au sud de Varsovie (capitale de la Pologne).
Le village possède approximativement une population de 200 habitants en 2006.

## Histoire
De 1975 à 1998, le village appartenait administrativement à la voïvodie de Radom.